# 拜齐
拜齐，是匈牙利杰尔-莫雄-肖普朗州所辖的一个村。总面积11.22平方公里，总人口493，人口密度43.9人/平方公里（2011年1月1日）。